# Wenghorn
Wenghorn är en bergstopp i Schweiz.   Den ligger i distriktet Brig och kantonen Valais, i den södra delen av landet, 100 km sydost om huvudstaden Bern. Toppen på Wenghorn är 2 587 meter över havet, eller 96 meter över den omgivande terrängen. Bredden vid basen är 0,42 km.
Terrängen runt Wenghorn är mycket bergig. Närmaste större samhälle är Brig, 16,2 km norr om Wenghorn. 
I omgivningarna runt Wenghorn växer i huvudsak blandskog. Runt Wenghorn är det mycket glesbefolkat, med 3 invånare per kvadratkilometer.